# Siata Española
Siata Española fou la filial catalana del fabricant italià d'automòbils Siata (Società Italiana Auto Trasformazioni Accessori, empresa amb seu a Torí que funcionà de 1926 a 1970). Activa entre 1960 i 1973, la seva raó social era Siata Española, SA i tenia la seu a Barcelona i la fàbrica a Tarragona. Siata Española transformava motors, fabricava accessoris d'automòbil i desenvolupava carrosseries especials per a determinats models (sobretot de SEAT), algunes sota llicència italiana i altres de disseny propi.

## Producció
Entre les creacions de Siata Española cal destacar els models derivats del Seat 600, equipats amb un motor apujat fins als 750 cc (aconseguint així més potència, gràcies a uns pistons especials): el Turisa amb carrosseria Coupé o Spyder, l'Ampurias amb carrosseria de tres volums i el Tarraco, un esportiu de quatre places amb motors de 750 o 850 cc.

### Furgonetes
Entre tots els models que va construir l'empresa, mereixen especial esment les furgonetes de repartiment: la Formichetta (estèticament, un Seat 600 convertit en furgoneta) i la Minivan, la més reeixida de totes.

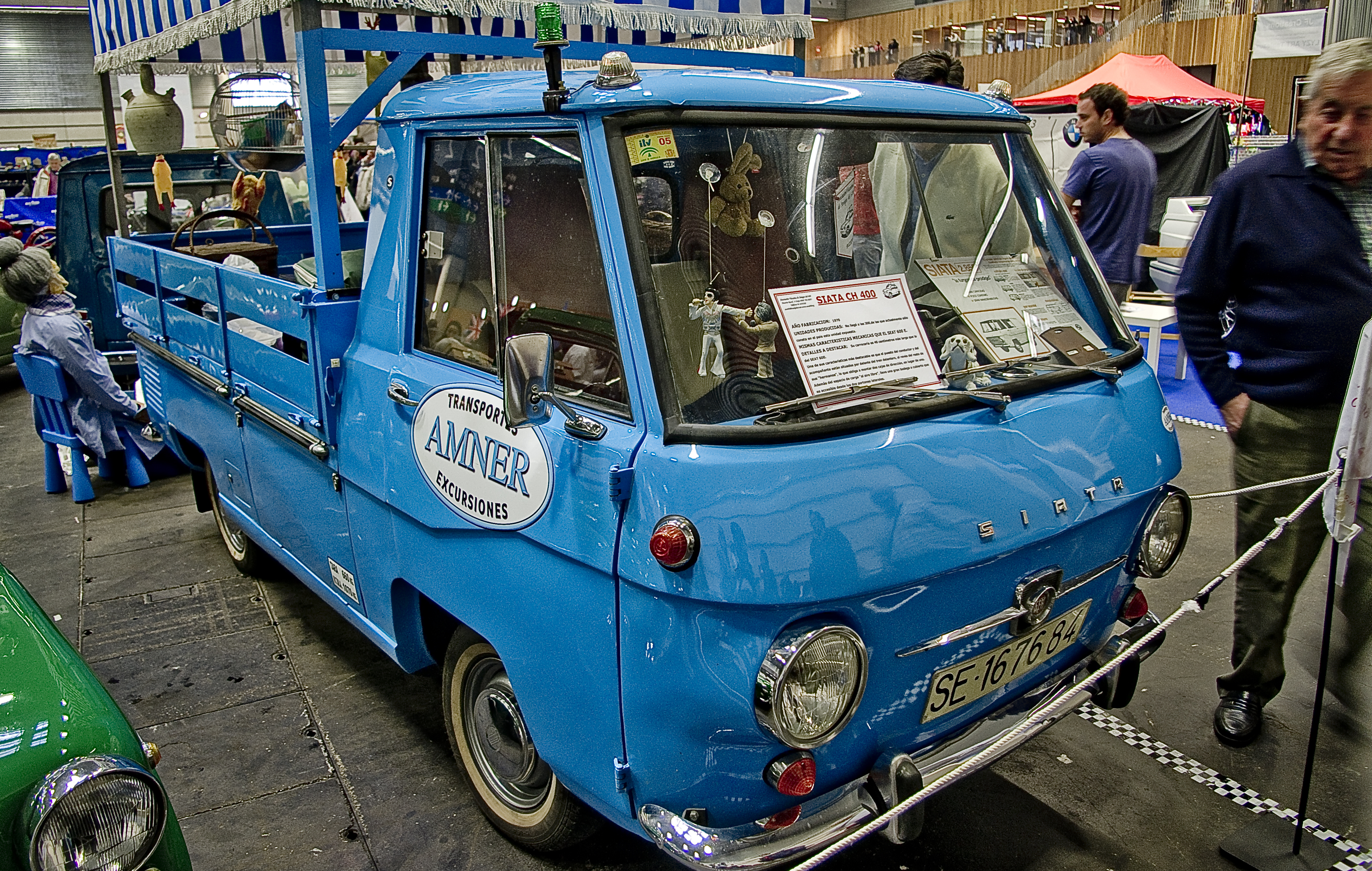
Una Siata Minivan 400 CH (model especial amb caixa oberta fabricat el 1970)

Presentada el 1967, la Siata Minivan va assolir un èxit important. La versió original es va anomenar "Minivan 2850" pel fet que la seva capacitat de càrrega interior era de 2.850 dm3, i es va comercialitzar en tres versions (amb 1, 2 o 3 finestres laterals i 1, 2 o 3 files de seients). El 1969, el Ministeri d'Indústria franquista va canviar la normativa dels vehicles comercials i la marca catalana va haver d'augmentar l'alçada del seu vehicle, de manera que el model esdevingué "Minivan 3000", amb més espai interior i una silueta que ja seria la definitiva dels models posteriors. L'autor del disseny de la Minivan fou el tècnic Francesc Cases, qui s'inspirà en la famosa DKW alemanya.
Siata, que havia invertit dos milions i mig de pts en l'ampliació de tallers necessària per a la producció de la Minivan, va encertar de ple, ja que la petita furgoneta va trobar el seu segment de mercat entre petits comerciants, famílies nombroses i institucions oficials com ara el Ministeri d'Obres Públiques, Correus, Iberia i altres. Les Minivan van ser convertides en ambulàncies, càmeres isotèrmiques i, fins i tot, en cotxes fúnebres. El 1970 se n'arribaren a produir 23 unitats diàries, el 1971 la producció total ja superava les 7.000 unitats i l'any següent, 1972, Siata va acceptar una oferta de Motor Ibèrica -fabricant de la marca Ebro- per la qual cedí a l'empresa barcelonina la producció de la seva furgoneta, la qual s'anomenà des d'aleshores "Ebro Siata 40".
El 1973 SEAT deixà de fabricar el 600 i Motor Ibérica, un cop Siata Española ja havia tancat, adaptà la furgoneta al SEAT 850, per la qual cosa el model passà a anomenar-se Ebro Siata 50. El 1976 aparegué l'Ebro Siata 50 S amb base de SEAT 133. Quan Motor Ibérica absorbí AISA (fabricant de les furgonetes Avia) el 1977, la furgoneta es reanomenà Avia Siata 50 i aquest fou el nom que mantingué fins al final de la seva producció el 1980 (llevat d'una darrera sèrie anomenada Avia Siata 500).

### Llista de models produïts

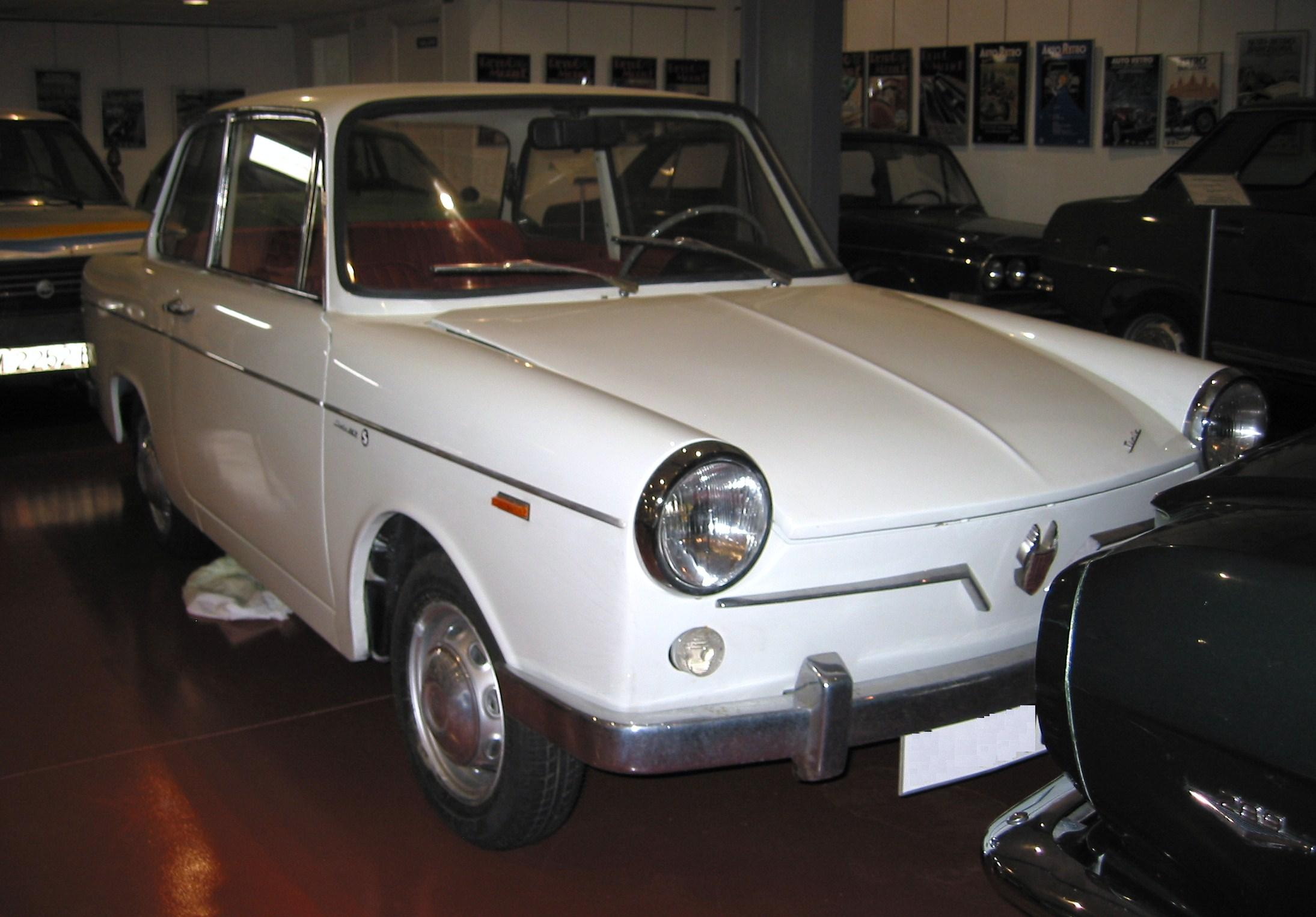
Un Siata Tarraco de 1966

| Model             | Unitats |
| ----------------- | ------- |
| Ampurias 750      | 24      |
| Coupé Barcino     | 1       |
| Formichetta       | 6.713   |
| Minivan 400 CH    | 211     |
| Minivan 2850      | 3.289   |
| Minivan 3000      | 4.445   |
| Playera Patricia  | 6       |
| Tarraco 750       | 475     |
| Tarraco 850       | 123     |
| Turisa Spyder 750 | 228     |